# Doruchów (gemeente)
De gemeente Doruchów is een landgemeente in het Poolse woiwodschap Groot-Polen, in powiat Ostrzeszowski.
De zetel van de gemeente is in Doruchów.
Op 30 juni 2004 telde de gemeente 5116 inwoners.

## Oppervlakte gegevens
In 2002 bedroeg de totale oppervlakte van gemeente Doruchów 99,33 km², waarvan:
- agrarisch gebied: 63%
- bossen: 29%

De gemeente beslaat 12,86% van de totale oppervlakte van de powiat.

## Demografie
Stand op 30 juni 2004:
| Omschrijving                   | Totaal | Totaal | Vrouwen | Vrouwen | Mannen | Mannen |
| ------------------------------ | ------ | ------ | ------- | ------- | ------ | ------ |
| eenheid                        | aantal | %      | aantal  | %       | aantal | %      |
| inwoners                       | 5116   | 100    | 2540    | 49,6    | 2576   | 50,4   |
| bevolkingsdichtheid (inw./km²) | 51,5   | 51,5   | 25,6    | 25,6    | 25,9   | 25,9   |

In 2002 bedroeg het gemiddelde inkomen per inwoner 1422,01 zł.

## Administratieve plaatsen (sołectwo)
Doruchów (Doruchów I en Doruchów II), Godziętowy, Plugawice, Przytocznica, Skarydzew, Tokarzew, Torzeniec.

## Overige plaatsen
Stara Kuźnica (Stara Kuźnica I en Stara Kuźnica II), Wrzosy, Zalesie, Pieczyska, Oświęcim, Tonia, Gruszków, Mieleszówka, Morawin, Wygoda Plugawska, Wygoda Tokarska, Rudniczysko, Torzeniec PGR.

## Aangrenzende gemeenten
Galewice, Grabów nad Prosną, Kępno, Ostrzeszów, Wieruszów